# Adamo Tadolini
Adamo Tadolini (Bolonha, 21 de dezembro de 1788 - Roma, 16 de fevereiro de 1868) foi um escultor italiano. Depois de frequentar a Academia de Belas Artes de Bolonha, em 1814, Adamo Tadolini transferiu-se para Roma, onde foi aluno de Antonio Canova, que deu continuidade ao neoclassicismo. Em 1820, casa-se com Serafina Passamonti e em 1825 é nomeado pela Academia de São Lucas. Em 1830, Tadolini recusou o cargo de professor de escultura na Academia de Bolonha.
Dentre as suas principais obras encontra-se a estátua equestre de Simón Bolívar. O escultor mostrou-se influência de Canova, porém, o seu estilo distingue-se pelas reminiscências barrocas, no seu sentido de poder e monumentalidade.

## Obras
- Busto de Ludovico Antonio Muratori.
- Busto de Jean-Baptiste Morgagni.
- Monumento Morichini, igreja de San Marcello al Corso, em Roma, 1819.
- Monumento de Flavia Foschini, 1826.
- Estátua de São Paulo, Praça de São Pedro, Vaticano.
- Estátua da religião, Basílica de São Pedro, Vaticano.
- São Pedro de Alcântara, Catedral Metropolitana de São Paulo.
- Bronze estátua equestre de Simon Bolivar, Lima, 1859. A segunda cópia encontra-se numa praça em Caracas, 1876.
- Tumba do cardeal Lante, Bologna.